# Kaniet (jezik)
Kaniet jezik (ISO 639-3: ktk), jedan od jezika zapadnoadmiralitetske podskupine admiralitetskih jezika, koji se negdje do 1950. godine govorio na otocima Anchorite i Kaniet, provincija Manus, Papua Nova Gvineja.

## Vanjske poveznice
- Ethnologue (14th)
- Ethnologue (15th)